# コンラート・アルブレヒト
コンラート・アルブレヒト（Conrad Albrecht、1880年10月7日 ブレーメン – 1969年8月18日 ハンブルク）は、ドイツの海軍軍人。バルト海鎮守府（Marinestation der Ostsee）司令官。最終階級は海軍上級大将。

## 生涯
1899年4月10日、士官候補生としてドイツ帝国海軍入営。「シュトッシュ」で基礎訓練を受けた。1909年3月、海軍大尉昇進。第一次世界大戦が勃発すると、フランドルの魚雷艇隊の司令官となる。1916年10月、海軍少佐に昇進。1917年1月にはZerstörer-Flotille Flandern司令官となり、1918年10月31日までその職にあった。
1920年3月12日までバルト海鎮守府（Marinestation der Ostsee）参謀。その後1920年9月まで掃海戦隊の指揮を執り、1923年3月27日まで第一戦隊の指揮を執った。1923年3月28日に海軍中佐昇任、キール海軍工廠司令官。1925年5月1日、海軍大佐昇進、バルト海鎮守府参謀長。1928年12月、Marineoffizierspersonalabteilung司令官。1930年4月1日、海軍少将昇任。同年9月29日、海軍偵察軍司令官。
1932年10月1日、海軍中将昇任、バルト海鎮守府司令官。1935年12月1日、海軍大将昇任、バルト海方面司令官となった。1939年、海軍上級大将昇任。ポーランド侵攻作戦では海軍の指揮を執った。1939年12月31日、退役。

## 栄典
- 聖オーラヴ勲章一等騎士十字章[2]
- 救世主勲章黄金十字騎士章[2]
- イタリア王冠勲章士官章[2]
- 赤鷲勲章四等章[3]
- 鉄十字章二等及一等章[3]
- ホーエンツォレルン家勲章剣付騎士十字章[3]
- プロイセン功労十字章[3]
- 一等及二等フリードリヒ・アウグスト十字章[3]
- ブレーメン・ハンザ十字章[3]